# باشگاه فوتبال توریس
باشگاه فوتبال توریس (انگلیسی: SS Turris Calcio) یک باشگاه فوتبال مستقر در توره دل گرکو، ایتالیااست که در حال حاضر در سری سی ایتالیا، سومین سطح لیگ فوتبال در این کشور به فعالیت می‌پردازد.
آن‌ها بازی‌های خانگی خود را در ورزشگاه آمریگو لیگوری، مستقر در توره دل گرکو، ایتالیا انجام می‌دهند که به اندازه ۵۳۰۰ صندلی گنجایش پذیرش تماشاگر دارد.

## تاریخچه

### از ۱۹۴۴ تا ۲۰۱۲

#### باشگاه فوتبال توریس ۱۹۹۴
باشگاه فوتبال توریس ۱۹۹۴ در سال ۱۹۴۴ تأسیس گشت و در سال ۲۰۰۴ دوباره تأسیس شد. این باشگاه در گذشته چندین فصل در سری سی بازی کرده است.

#### سری دی فصل ۱۱–۲۰۱۰
در فصل ۲۰۱۰–۱۱، توریس به عنوان فینالیست بازنده (نایب قهرمان) کوپا ایتالیا سری دی شناخته شد. از آن جا که برنده، باشگاه فوتبال پروجا، به عنوان قهرمان به لگا پروما سکوندا دیویسیونه صعود کرد، توریس به توانست به نیمه‌نهایی پلی‌آف‌های ملی صعود کند. توریس در نیمه‌نهایی باشگاه فوتبال سن‌جسولو را شکست داد، اما در فینال با نتیجه ۳–۱ در ضربات پنالتی به باشگاه فوتبال ریمینی ۱۹۱۲ باخت و بدون تغییر، در سری دی باقی ماند.

### انتقال به نولا، جابجایی نیاپولیس و تأسیس مجدد
در تابستان ۲۰۱۲، امتیاز عضویت باشگاه در سری دی به باشگاه فوتبال رئال هیریا نولا در شهر نولا منتقل شد. تا پایان فصل ۲۰۱۳–۱۴، باشگاه اصلی فوتبال شهر، باشگاه فوتبال نیاپولیس ۱۹۴۴ بود، زیرا رئیس آن، ماریو موکسدانو باشگاه سابق نیاپولیس مونیانو را از مونیانو دی ناپولی به این شهر منتقل کرد. در تابستان ۲۰۱۴، موکسدانو دوباره باشگاه را جابجا کرد و باشگاه فوتبال نیاپولیس را دوباره تأسیس کرد. توریس در عنفوان جابجایی باشگاه فوتبال میانو (از اچلنتسا) در همان سال دوباره تأسیس شد و سپس به انجمن ورزشی باشگاه فوتبال توریس تغییر نام داد. آنها سال بعد در اچلنتسا اول شدند و به سری دی بازگشتند.

### از ۲۰۱۷ و بازگشت به فوتبال حرفه‌ای
در سال ۲۰۱۷، توریس توسط آنتونیو کولانتونیو خریداری شد. او به هواداران وعده داد که تیم را در عرض سه سال به فوتبال حرفه‌ای بازگرداند.
در سال ۲۰۱۸، نام باشگاه به باشگاه فوتبال توریس ای‌اس‌دی تغییر یافت.
در فصل ۲۰۱۹–۲۰، توریس به سری سی صعود کرد و برای اولین بار پس از فصل ۲۰۰۱–۲۰۰۰ به فوتبال حرفه‌ای بازگشت و برای اولین بار از فصل ۱۹۹۸–۱۹۹۷ به سطح سوم فوتبال ایتالیا بازگشت.

### دهه ۲۰۲۰
توریس پس از پایان زودهنگام لیگ به دلیل همه‌گیری دنیاگیری کووید-۱۹، به عنوان قهرمان سری دی در پایان فصل ۲۰۲۰–۲۰۱۹ به سری سی صعود کرد و از آغاز دهه جدید در این رده فعالیت کرد.
برای فصل ۲۰۲۱–۲۲، نام باشگاه به باشگاه فوتبال توریس تغییر یافت.
فصل ۲۰۲۲–۲۰۲۳ برای تیم مرجانی با ۱۰ امتیاز در ۴ بازی اول رؤیایی شروع می‌شود. با این حال، با اخراج پادالینو و سپس دی میکله، به علت حضور توریس در مناطق پایین رده‌بندی در ژانویه، فصل بسیار پیچیده شد. با آمدن مستر فونتانا، توریس تغییر چهره داد و دوباره به تیمی جنگنده و درنده تبدیل شد که در دور برگشت به لطف چند پیروزی مهم (۵ برد در ۶ بازی آخر خانگی) موفق شد یک هفته مانده به پایان لیگ، خود را نجات دهد و در رده پانزدهم بایستد.

## رنگ‌ها و نشان
رنگ‌های نمادین لوگو و لباس باشگاه قرمز با نشان رعد و برق سفید در جلو است.